# Rheocricotopus lobalis
Rheocricotopus lobalis är en tvåvingeart som först beskrevs av Oskar Augustus Johannsen 1932.  Rheocricotopus lobalis ingår i släktet Rheocricotopus och familjen fjädermyggor. Inga underarter finns listade i Catalogue of Life.